# Fokker Super Universal
Le Fokker Super Universal était un avion de ligne produit aux États-Unis à la fin des années 1920. Version agrandie du Fokker Universal, il était doté d'ailes cantilever et d'un cockpit fermé. Il fut également fabriqué sous licence au Canada, ainsi qu'au Japon sous le nom de « Nakajima-Fokker Super Universal » — pour sa version civile — et pour le Service aérien de l'Armée impériale japonaise sous la désignation de Nakajima Ki-6. Il fut également produit plus tard au Mandchoukouo sous le nom de « Manshū Super Universal ».

## Conception et développement
Le Super Universal était un monoplan conventionnel à aile haute cantilever, doté d'un cockpit et d'une cabine entièrement fermés, ainsi que d'un train d'atterrissage fixe. Comparé à son aîné, le cockpit fermé et une aile nouvelle, éliminant le besoin de supports, constituaient une avancée majeure, qui plaça l'avion au même niveau que les autres conceptions de Fokker. Le Fokker Universal était construit avec un cockpit ouvert, mais de nombreux exemplaires furent convertis pour disposer d'un cockpit fermé.
La construction de l'appareil était dans la continuité des autres productions du constructeur, l'aile étant presque entièrement faite en bois, avec deux longerons principaux et des nervures légères recouvertes de fines feuilles de contreplaqué. Le fuselage était constitué de tubes d'acier soudés, largement renforcés par des câbles disposés en croix. Les carénages, le sol et une cloison interne séparant le pilote de la cabine des passagers étaient en bois. Une porte de forme triangulaire donnait au pilote accès à la cabine. La queue était également constituée de tubes d'acier soudés, mais ne comportait pas de renforts internes. Les principaux éléments structurels étaient faits à base de tubes de gros diamètre, tandis que des tubes de diamètre plus faible donnaient à la structure un léger degré de cambrure. Le train d'atterrissage standard consistait en un patin de queue et deux roues principales, amorties par des sandows et attachées aux ailes et au fuselage. Des flotteurs ou des skis pouvaient également être installés.

## Histoire opérationnelle

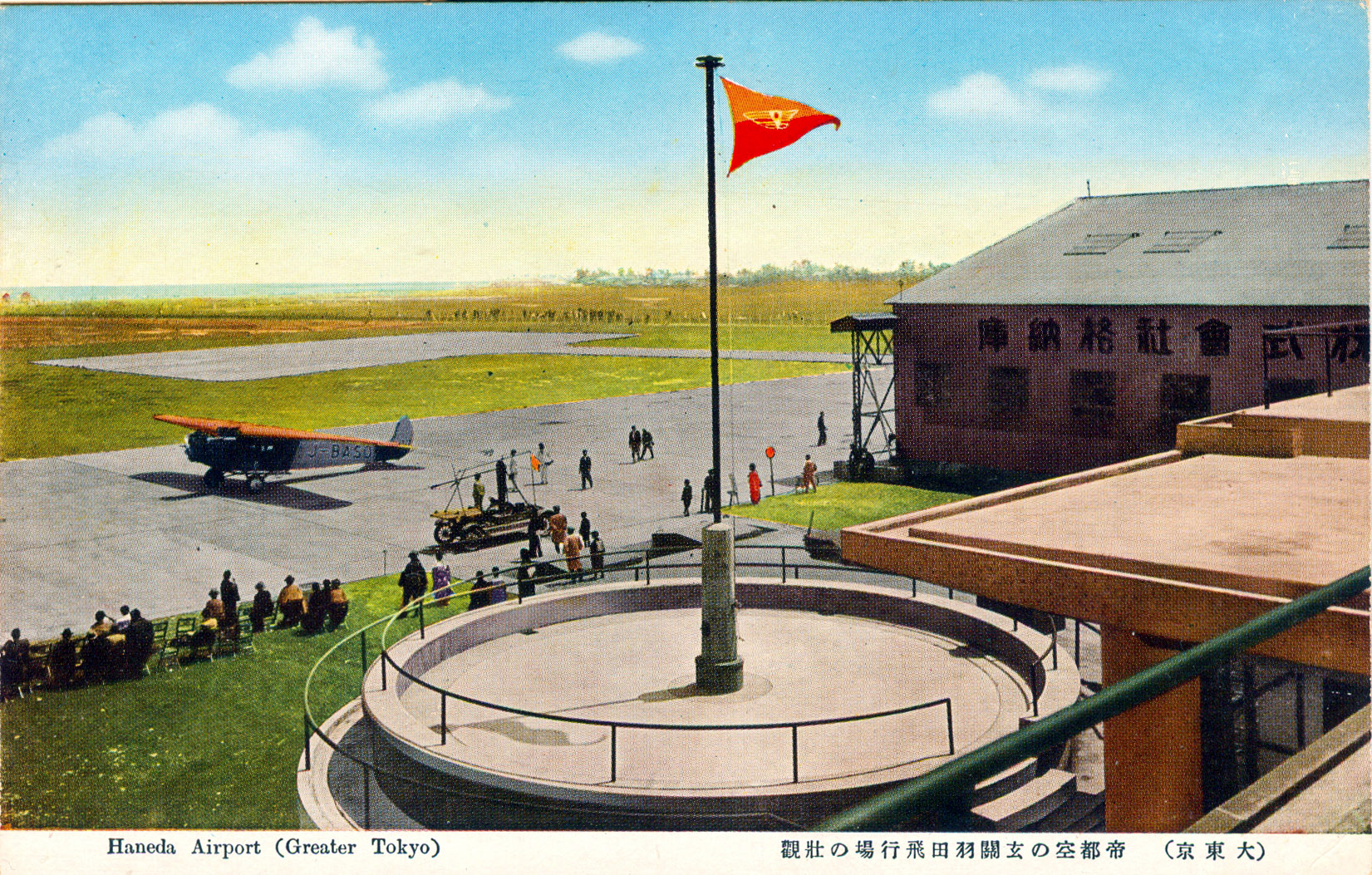
Super Universal/Nakajima Ki-6 utilisé par la compagnie Japan Air Transportation Corporation. Sur cette photo est visible l'aérodrome d'Haneda, à ses débuts.

Le Super Universal reçut un accueil enthousiaste sur le marché, se vendant mieux que n'importe quel autre des concepts Fokker-America — environ 80 avions — et imposant à la compagnie d'agrandir son usine de production pour répondre à la demande importante. Quinze exemplaires supplémentaires furent produits par Canadian Vickers, Ltd. et environ une centaine d'exemplaires par le constructeur japonais Nakajima, certains de ces exemplaires effectuant leur service au sein de l'armée japonaise sous la désignation de Ki-6. La United States Navy évalua également l'avion pour une utilisation militaire, sous la désignation de XJA-1, mais décida finalement de ne pas en commander d'exemplaires de production. L'Universal était populaire comme avion de brousse, et de nombreux exemplaires eurent une carrière bien remplie dans les grands espaces du Nord canadien.
Le premier Super Universal de production fut baptisé Virginia par Richard E. Byrd et emmené vers l'Antarctique en 1928. Il fut le premier appareil à se poser sur le territoire principal de l'Antarctique. Cet avion fut endommagé après avoir été arraché de ses liens et traîné en arrière sur plus d'un kilomètre par des vents d'une vitesse estimées à 150 mph (environ 240 km/h), avant de s'écraser à la surface d'un lac gelé. Il fut ensuite abandonné, bien que Byrd soit retourné le visiter pour y récupérer des pièces utiles.
L'histoire opérationnelle des versions utilisées par le Japon et le Mandchoukouo est détaillée dans l'article concernant le Nakajima Ki-6.

## Exemplaire préservé
En 1998, le Super Universal immatriculé CF-AAM, anciennement utilisé pour l'exploration minière dans le Nord canadien a été restauré en condition de vol dans le Manitoba et, après avoir volé de nombreuses années, a été placé en exposition au Western Canada Aviation Museum, à Winnipeg, en 2005. L'exemplaire de Byrd — celui détruit par les vents de l'Antarctique — a été redécouvert en 1987 par une expédition néo-zélandaise, et l'Antarctic Aviation Preservation Society tente depuis de le récupérer et de le restaurer,.

## Versions
- XJA-1 : Exemplaire évalué par l'US Navy ;
- Nakajima Super Universal : Version civile de transport pour le Japon ;
- Ki-6 : Aussi désigné « Avion d'entraînement de l'Armée Type 95 ». Avion de transport militaire pour le Service aérien de l'Armée impériale japonaise
- Nakajima-Fokker Super Universal ;
- Nakajima-Fokker Ambulance Aircraft ;
- Nakajima Navy Fokker Reconnaissance Aircraft : Désignations courtes : C2N1 et C2N2 ;
- C2N1 : Avion de reconnaissance et de transport pour la Marine japonaise basé à terre ;
- C2N2 : Hydravion de reconnaissance et de transport pour la Marine japonaise ;
- Manshū Super Universal : Avion de transport civil et militaire au Mandchoukouo.

## Utilisateurs

### Civils
- Afrique du Sud :
  - Union Airways (en).
- Canada :
  - Canadian Airways (en) ;
  - Canadian Vickers ;
  - Northern Transportation Company (en) ;
  - Starratt Airways ;
  - Western Canada Airways (en).
- Empire du Japon :
  - Japan Air Transport.
- États-Unis :
  - Goodyear Tire and Rubber Company ;
  - Expédition en Antarctique de Richard E. Byrd ;
  - Midcontinental Air Express ;
  - Standard Air Lines (en) ;
  - National Parks Airways (en) ;
  - Universal Air Lines (en).
- Mandchoukouo :
  - Compagnie aérienne nationale du Mandchoukouo.

### Militaires
- Argentine :
  - Marine argentine.
- Canada :
  - Royal Canadian Air Force.
- Empire du Japon :
  - Service aérien de l'Armée impériale japonaise ;
  - Service aérien de la Marine impériale japonaise.
- États-Unis :
  - United States Navy.

## Spécifications techniques

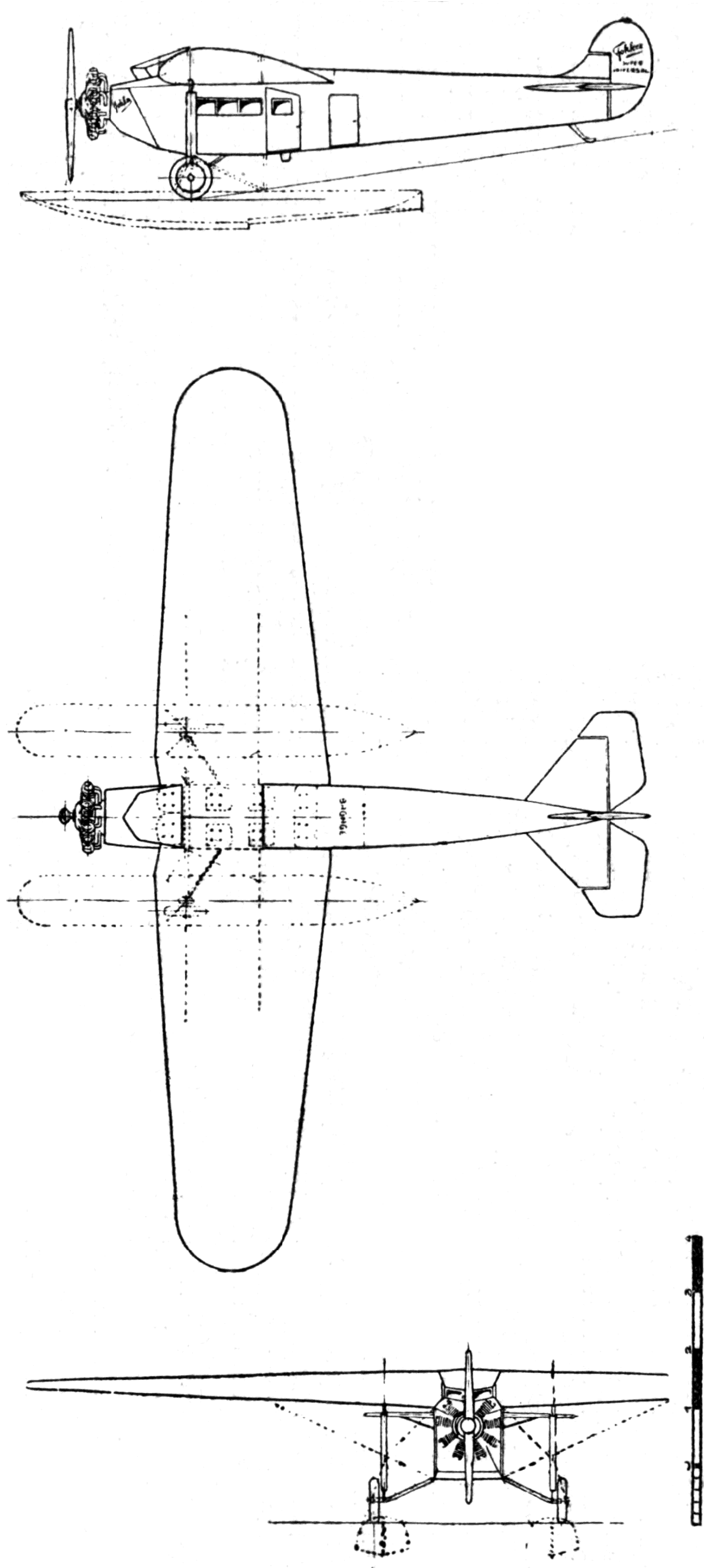
Plan trois-vues du Fokker Super Universal, paru dans L'Aérophile, en août 1928.

Données de Pioneering in Canadian Air Transport
Caractéristiques générales
- Équipage : 2 membres : 1 pilote + 1 copilote
- Capacité : 6 passagers ou 600 kg de marchandises
- Longueur : 11,25 m
- Envergure : 15,44 m
- Hauteur : 2,77 m
- Surface alaire : 34,3 m2
- Masse à vide : 1 474 kg
- Moteur : 1   moteur à 9 cylindres en étoile refroidis par air Pratt & Whitney R-1340-9 Wasp B de 450 ch (336 kW)

 Performances 
- Plafond : 5 900 m (19 340 ft)
- Vitesse ascensionnelle : 4,8 m/s (288 m/min)
- Charge alaire : 42,97 kg/m2
- Rapport poids-puissance : 3,27 kg/ch